# Geoffroy IV d'Anjou
Geoffroy IV d'Anjou, dit Martel, est né entre 1070 et 1075, et mort le 19 mai 1106. C'est un comte d'Anjou.

## Biographie
On estime la date de sa naissance entre 1070 et 1075. Il est le fils de Foulque IV le Réchin, comte d'Anjou et de Tours, et  d'Ermengarde de Bourbon. C'est le frère d'Ermengarde d'Anjou et de Foulques V d'Anjou.
Il est un comte d'Anjou associé à son père de 1098 à 1106. Vers 1098, soutenu par les barons angevins, il se révolte contre son père, dont il désapprouvait la politique, et l'obligea à partager le gouvernement du comté.
Il eut aussi à combattre des vassaux indociles et fut assassiné durant le siège de Candé en 1106, peut-être à l'instigation de son père.
Il est mort le 19 mai 1106.